# Dick Togo
Shigeki Sato (佐藤 茂樹, Satō Shigeki) (né le 17 août 1969 à Ōdate, Akita) est un catcheur (lutteur professionnel) japonais plus connu sous le nom de Dick Togo, qui travaille actuellement pour la New Japan Pro Wrestling.

## Carrière

### Circuit indépendant (1991–...)
Le 27 janvier 2008, ils perdent les titres contre Minoru et Prince Devitt.
Le 5 juin 2016, il annonce sortir de sa retraite.
Le 5 janvier 2020, lors du show Reboot de la Pro Wrestling NOAH, il fait son retour masqué avec Nosawa Rongai lors duquel il se révèle le plus récent membre de Sugiura-gun en attaquant KONGOH (Haoh et Nioh),.

### Retour à la New Japan Pro Wrestling (2020–...)
Lors de Dominion in Osaka-jo Hall, il fait son retour et rejoint le Bullet Club en aidant Evil à remporter le IWGP Heavyweight Championship et le IWGP Intercontinental Championship contre Tetsuya Naitō. Lors de New Japan Road 2020, il dispute son match retour en faisant équipe sous le surnom de The Spoiler avec Evil et Taiji Ishimori pour battre Los Ingobernables de Japón (Bushi, Hiromu Takahashi et Tetsuya Naitō).
Le 22 juin 2021, lui, Evil et Yujiro Takahashi perdent contre Chaos (Hirooki Goto, Tomohiro Ishii et Yoshi-Hashi) et ne remportent pas les NEVER Openweight 6-Man Tag Team Championship.
Lors de Wrestle Kingdom 16 - Tag 3, lui et Evil perdent contre Gō Shiozaki et Masa Kitamiya.

## Palmarès
- 100% Lucha
  - 1 fois Campeonato de 100% Lucha

- Dramatic Dream Team

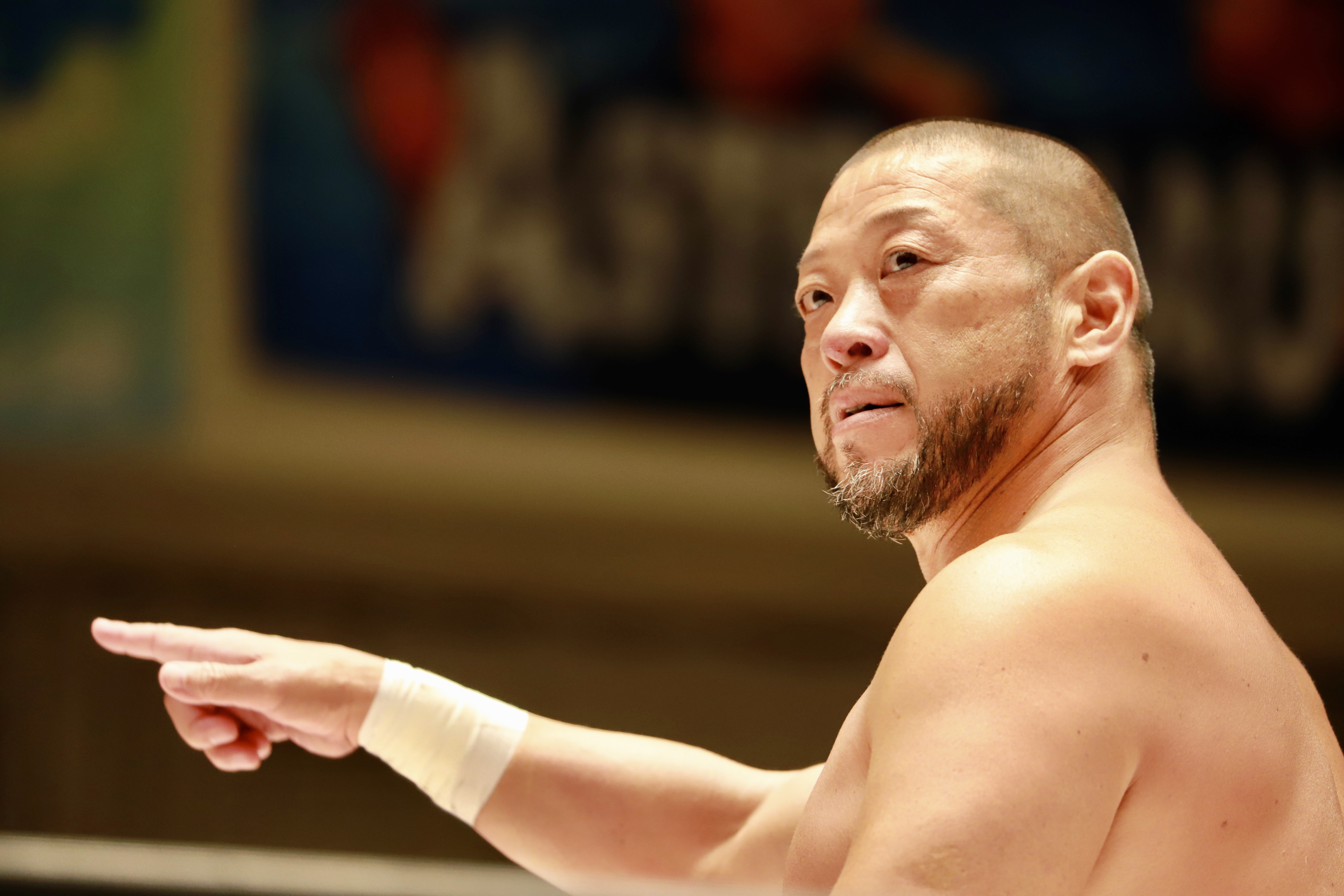
Togo en Mars 2020

  - 4 fois Ironman Heavymetalweight Championship
  - 3 fois KO-D Openweight Championship
  - 3 fois KO-D Tag Team Championship avec Nobutaka Moribe (1), Antonio Honda (1) et Piza Michinoku (1)

- El Dorado Wrestling
  - 1 fois UWA World Trios Championship avec Antonio Honda et Piza Michinoku
  - Treasure Hunters Tag Team Tournament (2006) avec Shūji Kondō

- Guts World Pro Wrestling
  - 2 fois GWC 6-Man Tag Team Championship avec Ryan Upin et Yuki Sato (1), et Masao Orihara et Ryan Upin (1)

- Michinoku Pro Wrestling
  - 1 fois British Commonwealth Junior Heavyweight Championship
  - 1 fois Tohoku Junior Heavyweight Championship
  - 1 fois Tohoku Tag Team Championship avec The Great Sasuke
  - 1 fois UWA/UWF Intercontinental Tag Team Championship avec Gedo
  - Michinoku Pro Tag League (1996) avec Men's Teioh
  - Futaritabi Tag Team League (2003) avec Masao Orihara

- New Japan Pro Wrestling
  - 1 fois IWGP Junior Heavyweight Tag Team Championship avec Taka Michinoku

- Osaka Pro Wrestling
  - 1 fois Osaka Pro Wrestling Championship
  - 1st Year Anniversary Celebration Tag Tournament (2000) avec Black Buffalo

- Universal Lucha Libre
  - 1 fois UWF Super Welterweight Championship

- Tokyo Gurentai
  - 1 fois Tokyo Intercontinental Tag Team Championship avec Shiryu